# Gulbröstad trast
Gulbröstad trast (Zoothera machiki) är en fågel i familjen trastar inom ordningen tättingar.

## Utseende och läte
Gulbröstad trast är en 21–22 cm lång fågel. Ovansidan är varmbrun, mot övergump och stjärt mot rostbrunt, med något mörkare fjällning på kroppsfjädrarna. Vingarna är ljuskantade med två tydliga ljusa vingband. På undersidan är den ljust och lätt svartfjälligt guldbeige på strupe. bröst och bukmitt, mot nedre delen av buken och flankerna mot vitt med kraftigare svarta fjäll. Näbben är svart, utom längst in på nedre näbbhalvan där den är gulaktig, och benen är ockra- till hudfärgade. Sången består av en serie enkla visslande eller pipande ljud. Lätet är ett vasst "tsit".

## Utbredning och systematik
Fågeln förekommer på Tanimbaröarna (Yamdena och Larat). Den behandlas som monotypisk, det vill säga att den inte delas in i några underarter. Tidigare har den ansetts utgöra en underart till guldtrasten, men urskiljs numera allmänt som egen art.

## Levnadssätt
Gulbröstad trast hittas mestadels i ursprunglig skog, ibland även i buskmarker och nyligen svedda områden. Den födosöker i täta buskage, men också i det öppna på stigar genom skogen. Ingen information finns om dess häckningsbiologi.

## Status och hot
Gulbröstad trast har ett rätt litet utbredningsområde. Den tros också minska i antal till följd av habitatförlust. Internationella naturvårdsunionen IUCN kategoriserar den som nära hotad.

## Namn
Fågelns vetenskapliga artnamn hedrar Jószef Machik, ungersk konkolog och samlare av specimen i Moluckerna.